# (271235) Bellay
(271235) Bellay est un astéroïde de la ceinture principale.

## Description
(271235) Bellay est un astéroïde de la ceinture principale. Il fut découvert le 18 octobre 2003 à Saint-Sulpice (Oise) par l'observatoire de Saint-Sulpice. Il présente une orbite caractérisée par un demi-grand axe de 2,89 UA, une excentricité de 0,04 et une inclinaison de 1,6° par rapport à l'écliptique.
Il est nommé d'après le poète Joachim du Bellay.

## Compléments